# Алакраніт
Алакраніт — рідкісний мінерал. 

## Загальний опис
Містить сірку і арсен. Має жовтувато-оранжевий колір, колір риси такого ж кольору, алмазний блиск, формула As8S9.